# 亚历山大·梅特金
亚历山大·米哈伊洛维奇·梅特金（羅馬化：Aleksandr Mikhaylovich Metkin；1951年5月27日—）是俄罗斯政治人物，第六届和第七届国家杜马议员。
1973年，他毕业于莫斯科国立师范大学。2011年，他被统一俄罗斯党提名参加第六届国家杜马选举，然而未能当选。2013年，国家杜马议员瓦西里·托尔斯托皮亚托夫提前离职，因此梅特金接替他的空缺职位。2016年，他连任第七届国家杜马议员。2017年，梅特金提前离任国家杜马议员，空缺职务被转让给德米特里·皮罗格。